# Corrado Gini
Corrado Gini (Motta di Livenza, 23 de maio de 1884 – Roma, 13 de março de 1965) foi um estatístico, demógrafo e sociólogo italiano que desenvolveu o coeficiente de Gini, uma medida da desigualdade de renda em uma sociedade. Gini foi um proponente do organicismo e o aplicou às nações. Gini era um eugenista, e antes e durante a Segunda Guerra Mundial, ele era um defensor do fascismo italiano. Após a guerra, fundou o Movimento Unionista Italiano, que defendia a anexação da Itália pelos Estados Unidos.

## Atividade científica
Estudioso e pesquisador incansável, de ampla cultura, considerou a estatística de um ponto de vista interdisciplinar, relacionando-a em particular com a biologia, a sociologia, a antropologia e a economia, e isso com base na ideia básica de que o homem via como um organismo complexo sujeitos a fenômenos de vários tipos (biológicos, socioantropológicos, econômicos, etc.). Assim, procurou aplicar concretamente seus estudos e os resultados de sua pesquisa por meio de seu compromisso civil, político e social.
Do ponto de vista estritamente científico, as principais contribuições de Gini dizem respeito principalmente à metodologia estatística, estatística descritiva (em particular, médias estatísticas e teoria de índices em que ele introduziu, entre outras coisas, um indicador chamado índice de diferença média  para a medição de a variabilidade estatística dos dados), estatística econômica (onde estabeleceu uma relação notável, chamada de identidade de Gini, que liga teoria estatística e economia, em relação aos índices de preços), estatística aplicada à demografia (fecundidade diferencial, migrações, estudos sobre a evolução das populações), cálculo de probabilidades aplicado à biologia (biometria), macroeconomia (em particular, ciclos econômicos).
Nas estatísticas econômicas, ao estudar problemas de distribuição (como, por exemplo, a distribuição da renda global de uma nação entre seus componentes), obteve resultados como torná-la conhecida internacionalmente, com atribuições e conselhos de várias nações estrangeiras; em particular, introduziu um importante índice, denominado coeficiente (ou razão) de Gini, que permitiu, além de esclarecer os problemas ligados à distribuição de renda e as desigualdades sociais relacionadas, a evolução dos padrões modernos de bem-estar social, uma índice que se popularizou também por sua possível representação gráfica através da curva de Lorenz.
Autor de mais de 800 publicações, o arquivo privado e a biblioteca de Corrado Gini foram adquiridos pela Superintendência de Arquivos do Lácio na livraria antiquária "I Quaderni di Capestrano" em Roma, portanto destinados ao Arquivo Central do Estado em 1999. Enciclopédia de Matemática Elementar e Complementos.

## Principais trabalhos
- Il sesso dal punto di vista statistico. Le leggi della produzione dei sessi, Sandron Editore, Milano, 1908.
- I fattori demografici dell'evoluzione delle nazioni, F.lli Bocca Editori, Torino, 1912.
- L'ammontare e la composizione della ricchezza delle nazioni, F.lli Bocca Editori, Torino, 1914.
- Appunti di statistica, La Litotipo, Padova, 1917.
- Problemi di sociologia della guerra, Nicola Zanichelli Editore, Bologna, 1921.
- Sociologia (editado por F. Lapenna e A. Parboni), Tip. A. Sampaolesi, Roma, 1927.
- Nascita, evoluzione e morte delle nazioni: la teoria ciclica della popolazione e i vari sistemi di politica demografica, Libreria del Littorio, Roma, 1930.
- Demografia, antropometria, statistica sanitaria, dinamica delle popolazioni, UTET, Torino, 1930.
- Le basi scientifiche della politica della popolazione (editado por G. Rugiu), Studio Editoriale Moderno, Catania, 1931.
- Le rivelazioni statistiche tra le popolazioni primitive, III edizione, Tip. F. Failli, Roma, 1942.
- Appunti di statistica metodologica e statistica economica, Casa Editrice Castellani, Roma, 1942.
- Teorie della popolazione, Casa Editrice Castellani, Roma, 1945.
- Metodologia statistica: integrazione e comparazione dei dati (com G. Pompilj), Ulrico Hoepli Editore, Milano, 1951 (come Vol. III-Parte III dell'Enciclopedia delle Matematiche elementari e complementi).
- Corso di Statistica, Libreria Eredi V. Veschi, Roma, 1953.
- Patologia economica, V edizione, UTET, Torino, 1954.
- Appunti di sociologia generale e coloniale (editado por C. D'Agata e I.F. Mariani), Libreria Eredi V. Veschi, Roma, 1956.
- Economia lavorista. Problemi del lavoro, UTET, Torino, 1956.
- Corso di Sociologia (editado por  C. D'Agata), Editrice Tip. Ricerche, Roma, 1957.
- Memorie di metodologia statistica, Vol. I: Variabilità e concentrazione, Vol. II: Transvariazione, Dott. Aldo Giuffrè Editore, Milano, 1955-59.
- Le medie (con G. Barbensi), UTET, Torino, 1958.
- Ricchezza e reddito, UTET, Torino, 1959.
- La logica nella statistica, Paolo Boringhieri Editore, Torino, 1962.
- Questioni fondamentali di probabilità e statistica, 2 vols., Publicações do Instituto "C. Gini" de Estatística e Pesquisa Social da Universidade "La Sapienza", Roma, 1968 (miscelânea das contribuições de Gini, publicadas postumamente).
- Statistica e Induzione, CLUEB, Bologna, 2001.